# Harvard Din & Tonics
ハーバード・ディン・アンド・トニックス（The Harvard Din & Tonics、または、ザ・ディンズ - The Dins）は、1979年にハーバード大学で結成された5部からなる全員男性のジャズ・アカペラ・グループである。大学の学生グループであり、メンバーは固定されていない。

## 略歴
ディン・アンド・トニックスは、マサチューセッツ州ケンブリッジ市にあるハーバード大学のフィリップス・ブルックス・ハウス協会慈善活動の一環として結成された。レパートリーは1946年から1960年代にかけて活動していたアカペラ・グループ、ダンスター・ダンセズ(Dunster Dunces)のものを元にした。最初のコンサートは、ハーバード対イェール・フットボール・ゲームの式典の際にイェール大学で行なわれた。グループは、1982年にメリッサ・スー・アンダーソンとロレッタ・スウィット主演の『ファースト・アフェア』で映画に初めて登場した。最近では2003年にウェルズリー大学を舞台にしたジュリア・ロバーツ主演の『モナリザ・スマイル』という映画に登場している。2014年3月30日にはハーバード大学内にあるサンダース・シアターにて35周年記念コンサートを開催した。

## グループ名の由来
「ディン・アンド・トニックス」という名前はジン・トニックというカクテルをもじった語呂合わせで、「ディン」とは大きなノイズを意味し、「トニック」とは音階の最初の音を意味する音楽用語である。グループのメンバーが履くライムグリーン色のソックスは伝統的にジン・トニックに添えられるライムを表している。

## レパートリーとパフォーマンス
12から15名の男性現役大学生からなるザ・ディンズは完全に自立したグループ。ほとんどの編曲は現在もしくは以前のメンバーによるものである。レパートリーは主としてグレイト・アメリカン・ソングブックのスタンダードジャズであり、色々な時代やスタイルのユーモアソングもある。レパートリーは時に数多い他のジャンル、ポップ、フォークソング、ロック、カリプソ、ラテン音楽などにも拡大している。規則として白聴ネクタイ、燕尾服、彼らのテーマであるグリーンソックスで演じる。
ディン・アンド・トニックスは1979年に「シュブーン」(1954年にビルボードチャートで1位になって以来、一般的にはドゥーワップとして最初のヒット曲とみなされている)を自身の編曲で演じ始めた。これはザ・ディンズのテーマ曲となり、ほとんどのコンサートで毎回歌われている。
ディンズは『ザ・プライス・イズ・ライト』や『グッドモーニングアメリカ』などのテレビ番組に出演し、サンフランシスコ・ジャイアンツ、タンパベイ・ライトニング、全米プロゴルフ協会のライダーカップ、ボストン・レッドソックス、ニューヨーク・ヤンキース、ボストン・セルティックス、ボストン・ブルーインズ、ボストン・ブレイカーズなどのために「星条旗」を歌った。

## ツアー
ザ・ディンズはグループ結成以来、海外でも上演しており、1980年後期にはアジアでも定期的にツアーを始めた。1990年以来、2年ごとに世界ツアーを行なっている。一回のツアーは2〜3ヶ月にわたり、ヨーロッパやアフリカ、アジア、オーストラリア、北米などほぼ15カ国で上演する。さらに、コロラド州やワシントンDC、ニューヨークなどに定期的に行き、春休みにはバミューダ諸島やカナダのウィスラーで上演する。ザ・ディンズの行った国々は、オーストラリア、オーストリア、ベルギー、カナダ、中国、キプロス、チェコ、デンマーク、エジプト、フィジ、フランス、ドイツ、ギリシャ、香港、アイスランド、インド、インドネシア、アイルランド、イタリア、日本、ルクセンブルク、マレーシア、メキシコ、モロッコ、ネパール、セルビア、シンガポール、スロベニア、韓国、スウェーデン、スイス、タイ、イギリス、バチカン市である。2010年のツアーでは、上海エキスポ音楽祭の閉会式に参加した。

## 特筆すべき共演とパフォーマンス
ザ・ディンズは、ジャズ・ボーカリストのエラ・フィッツジェラルド、ボビー・マクファーリン、ニューヨーク・ヴォイセス、ライオネル・リッチー、ジャズ・ピアニストのハービー・ハンコック、ジャズ・トランペット奏者のウィントン・マルサリス、前知事でプロレスラーのジェシー・ベンチュラ、女優のジュリア・ロバーツ、クリスティン・チェノウェス、シャロン・ストーン、ジェシカ・ラング、キャシー・リー・ギフォード、キャスリーン・ターナー、コメディアンのコナン・オブライエン、ジャッキー・メイソン、ボストン・ポップス・オーケストラの指揮者キース・ロックハート、チェリストのヨーヨー・マ、アメリカ合衆国大使のキャロライン・ケネディ、元大統領ビル・クリントン、さらにバミューダ諸島の知事や、オーストラリア、ドイツ、ギリシャ、ネパール、アイルランド、モロッコ、ノルウェー、イタリア、ベルギーのアメリカ大使のためにパフォーマンスを行った。世界ツアーの間、ザ・ディンズは最近、賞獲得したドイツの5部ボーカル・グループであるヴォーカルデンテやアイスランドのボーカリストであるアンドレア・ギルファドーテルとも共演した。

## ディスコグラフィ

### アルバム
- In the Beginning (1983年)
- With a Twist (1985年)
- Dins at 10 (1988年)
- In the Limelight (1990年)
- Tonic Boom (1992年)
- Sublime (1994年)
- Toast of the Town (1996年)
- Platonic (1998年)
- Freshly Squeezed (2000年)
- The Green Album (2002年)
- Dinbound (2004年)
- Hint of Lime (2008年)
- The Pursuit of Snappiness (2010年) ※このアルバムには、作曲家のナサニエル・ストゥーキーと作詞家のダニエル・ハンドラー（ペンネーム「レモニー・スニケット」。『世にも不幸なできごと』の著者）が書いたザ・ディンズのオリジナル曲が含まれている
- Rhapsody in Green (2012年)
- Easy Being Green (2014年)
- The Dark Side of the Lime (2016年)
- Citric (2018年)